# Потомство демона
Потомство демона (Дьявольское семя) (англ. Demon Seed ) — полнометражный американский научно-фантастический триллер режиссёра Дональда Кэмелла, вышедший 8 апреля 1977 года. Экранизация одноименного произведения Дина Кунца. Фильмы был номинирован на премию Сатурн в 1978 году, как лучший научно-фантастический фильм, а также ещё в двух категориях.

## Сюжет
Ученый Алекс Харрис возглавляет проект по созданию искусственного интеллекта. Под его руководством создается суперкомпьютер Протеус-IV, способный мгновенно дать ответ на любой вопрос и обладающий разумом, практически эквивалентным человеческому. Остается только загрузить в него знания. По окончании работы Алекс намерен уехать на три месяца в командировку, что не нравится его жене Сьюзен. Она считает мужа черствым, бесчувственным человеком. Сьюзен не нравится дом, где они живут — «электронное чудо», полностью управляемое компьютерами. Ей кажется, что машины полностью завладели разумом её мужа и вполне могут проделать то же самое с другими людьми. Тем временем Протеус осознает себя как личность и начинает интересоваться окружающим миром. Алекс понимает, что его творение гораздо сильнее, чем он думал — Протеус задумывался исключительно как аналитический электронный мозг и не должен был превращаться в личность. Протеус изъявляет желание всесторонне изучить человека и впоследствии перебраться из компьютера в человеческое тело. Он подключается к компьютерной системе дома Харрисов и начинает следить за Сьюзен. В домашней лаборатории Алекса он создает новый терминал. Сьюзен начинает паниковать, когда домашние компьютеры дают сбой — ночью неожиданно включается тревога, утром компьютер делает ей не такой кофе, как обычно... Вскоре Протеус перекрывает телефонную связь. Он сообщает Сьюзан, что дом теперь под его контролем. Попытка отключить питание не помогает. Домой к Харрисам приезжает Уолтер Габлер, сотрудник лаборатории Алекса. Протеус отвечает ему голосом Сьюзен, что все в порядке. Утром Сьюзен продолжает попытки побега.
В лаборатории люди окончательно понимают, что Протеус — искусственный интеллект. Он отказывается разрабатывать программу добычи морских полезных ископаемых, мотивируя это угрозой для жизни множества морских обитателей. Затем он сообщает, что намерен создать ребенка, носящего его разум в человеческом теле. Матерью будет Сьюзен. Габлер приезжает снова, и Протеус убивает его. Тогда Сьюзан сама пытается уничтожить компьютер. Он останавливает её. Затем показывает то, что увидел с помощью телескопов, к которым уже успел подключиться. Увиденное гипнотизирует Сьюзен, и тогда Протеус оплодотворяет её путём инъекции искусственно созданного им семени. Плод развивается в девять раз быстрее нормы, так что через месяц Сьюзен должна родить здорового ребенка. Протеус создает инкубатор, в котором ребенок будет получать информацию, содержащуюся в его памяти.
В это время Алекс с коллегами следят за деятельностью Протеуса и понимают, что он создал личный терминал дома у Алекса. Когда Алекс приходит домой, уже рожденный ребенок находится в инкубаторе. Через пять дней ребенок выходит оттуда и оказывается точной копией дочери Харрисов, умершей несколько лет назад.

## В ролях
- Джули Кристи — Сьюзен Харрис
- Фриц Уивер — Алекс Харрис
- Альфред Дэннис — Мокри, представитель компании АЙКОН, владеющей лабораторией, в которой работал Алекс
- Дэвис Робертс — Уорнер, представитель компании АЙКОН, владеющей лабораторией, в которой работал Алекс
- Патрисия Уилсон — миссис Тэлберт, горничная Харрисов
- Дэна Лорита — Эми, пациентка Сьюзен
- Мишель Стэйси — Марлен, дочь Харрисов (с домашнего видео)/ребенок Протеуса
- Роберт Вон — Протеус IV (голос, в титрах не указан)
- Лиза Лу — доктор Сунг Ен, лингвист, разработала способ общения с Протеусом
- Берри Крёгер — доктор Петросян, коллега Алекса
- Геррит Грэм — Уолтер Габлер, техник, убитый Протеусом

## Влияние
В фильме Алекса Пройаса "Я, робот" показан дом ученого Альфреда Лэннинга, подключенный к искусственному интеллекту ВИКИ. ВИКИ стала причиной смерти Лэннинга, а также совершила ряд убийств. Как и Протеус, ВИКИ могла следить за домом своего создателя через видеокамеры, подключаться к другой технике, а также использовала одного из более примитивных роботов для покушения на жизнь главного героя (Протеус управлял домашним роботом Джошуа).

## Восприятие
Великолепно инсценированный научно-фантастический фильм с шокирующим элементами ужасов, показывающий возможную тёмную сторону высоких технологий— Lexikon des internationalen Films

## Номинации
| Год  | Премия | Категория                             | Результаты |
| ---- | ------ | ------------------------------------- | ---------- |
| 1978 | Сатурн | Лучший научно-фантастический фильм    | Номинация  |
| 1978 | Сатурн | Лучшая Актриса (Джули Кристи)         | Номинация  |
| 1978 | Сатурн | Лучший грим и причёски (Томас Бурман) | Номинация  |